# Pemóns

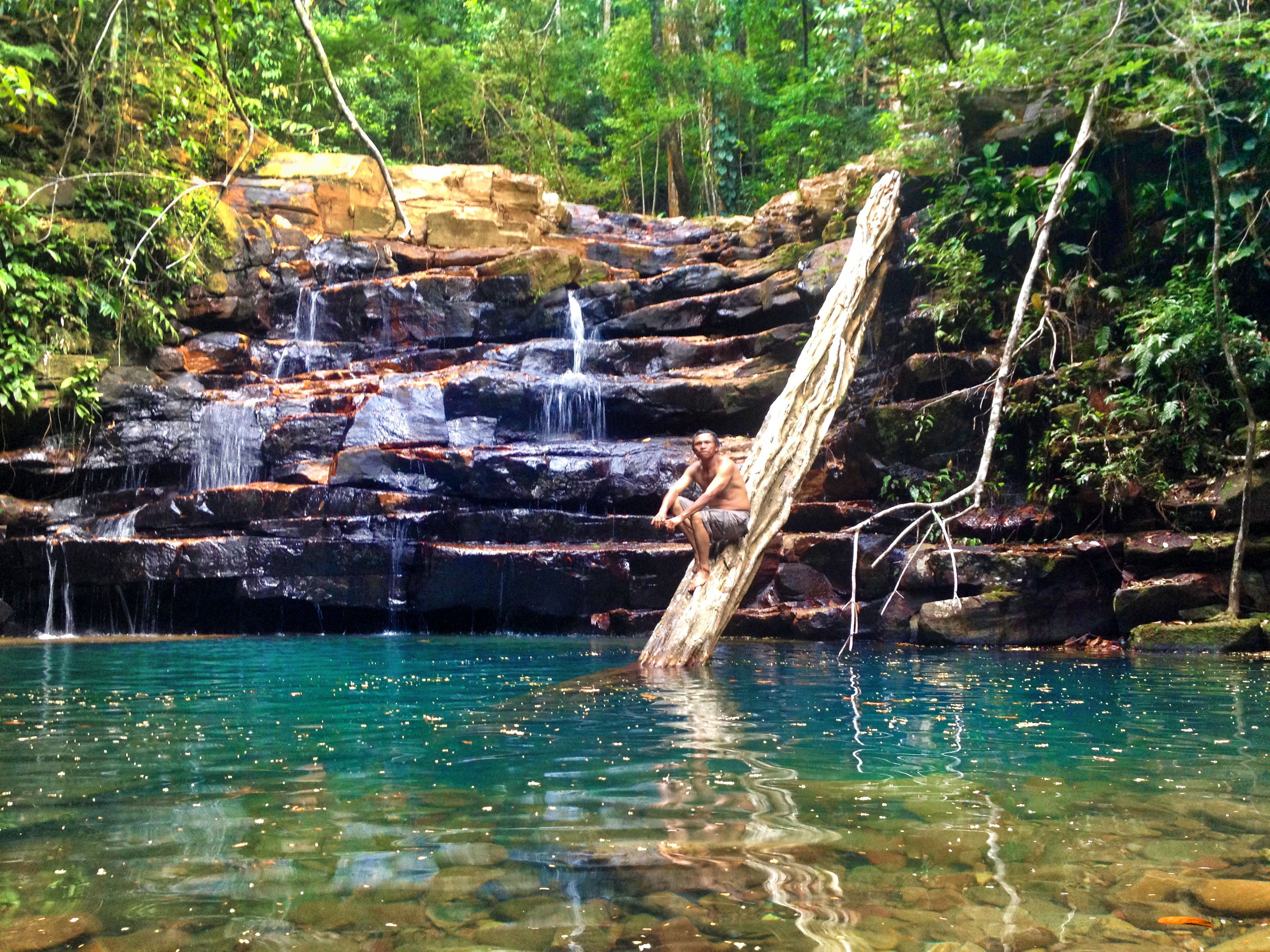
Indien Pemón dans la Gran Sabana.

Les Pemóns sont des Sud-Amérindiens vivant au Venezuela, Brésil et Guyana. D'après un recensement de 2011, ils formeraient une population d'environ 30 148 habitants dans le territoire vénézuélien. 
Le mot pemón signifie gens, dans leur langue. Le peuple pemón est fondamentalement chasseur, pêcheur et agriculteur, notamment du coton. Ce peuple réuni trois etnies différentes: taurepan, arekuna et kamarakoto. 

## Religion et société
Les Pemóns ont une figure tête hiérarchique, le teberu, un sage qui conseille mais qui ne gouverne pas. La nature sociale du pemón est démocratique, et religieusement mystique, sans posséder de divinité spécifique. Beaucoup d'entre eux ont adopté le catholicisme prédominant des villes proches ; en l'adaptant à leurs croyances antérieures et même en traduisant les prières communes dans leur langue.

## Langue
Les Pemóns parlent à 90 % le pemon, une langue caribe qui leur est propre. 73 % d'entre eux parlent espagnol et grâce à leur rôle dans le tourisme de la région où ils habitent, ils sont nombreux à parler le portugais et l'anglais.

## Système de numération
Le système de numération pemón est un système quinaire.